# الشراكة العالمية للتعليم
الشراكة العالمية من أجل التعليم (GPE) هي منظمة دولية تركز على إشراك جميع الأطفال في التعليم الجيد وفي أفقر بلدان العالم. يعمل البرنامج مع الجهات المانحة والبلدان النامية والمنظمات الدولية والمؤسسات والقطاع الخاص ومنظمات المعلمين ومنظمات المجتمع المدني.
1. ↑   https://iatiregistry.org/publisher/gpe. اطلع عليه بتاريخ 2025-01-16. {{استشهاد ويب}}: |url= بحاجة لعنوان (مساعدة) والوسيط |title= غير موجود أو فارغ (من ويكي بيانات) (مساعدة)